# Класифікація кліматів Кеппена

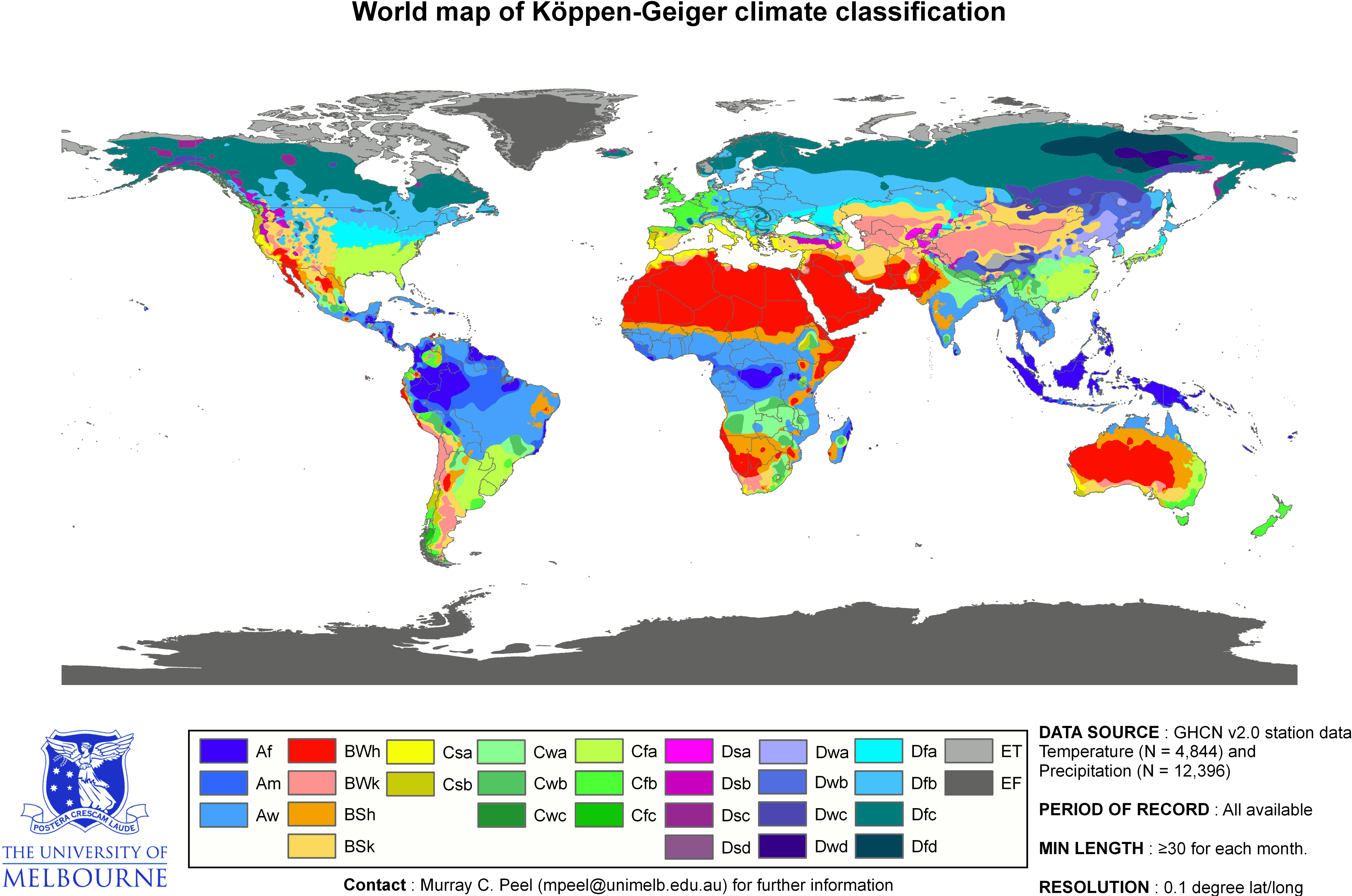

Класифікація кліматів Кеппена або класифікація кліматів Кеппена-Гейгера (нім. Klimaklassifikation nach Köppen und Geiger) — одна з найпоширеніших систем класифікації типів клімату.
Класифікацію 1884 року розробив німецький кліматолог Владімір Кеппен (з деякими подальшими, зробленими ним самим, змінами 1918 та 1936 років). Згодом німецький кліматолог Рудольф Гейгер трохи змінив систему класифікації у 1954 та 1961 роках.
Вона ґрунтується на концепції, відповідно до якої найкращою діагностичною ознакою типу клімату є рослини, які ростуть на певній території в природних умовах.
Класифікація кліматів базується на особливостях режиму температури й опадів. Виділяють 5 типів кліматичних зон, а саме: А — волога тропічна зона без зими; В — дві сухі зони, по одній в кожній півкулі; C — дві помірно теплі зони без регулярного снігового покриву; D — дві зони бореального клімату на материках з різко вираженими відмінностями взимку і влітку; Ε — дві полярні області снігового клімату. Межі між зонами проводять за певними ізотермами найхолоднішого та найтеплішого місяців і за співвідношенням середньої річної температури і річної кількості опадів з урахуванням річного ходу опадів.
Усередині зон типів А, С і D розрізняють клімати з сухою зимою (w), з сухим літом (s), з рівномірним зволоженням (f). Сухі клімати за співвідношенням опадів і температури ділять на клімати степів (BS) і клімати пустель (BW), полярні клімати — на клімат тундри (ЕТ) і клімат вічного (постійного) морозу (EF).
Отож налічується 11 основних типів клімату (див. нижче). Для подальшої деталізації вводять 23 додаткові ознаки і відповідні індекси (а, b, c, d тощо), основані на деталях у режимах температури й опадів. Багато типів кліматів за класифікацією Кеппена відомі під назвами, пов'язаними з характерною для них рослинністю.

## Зона А: вологий тропічний клімат
Середня температура кожного місяця вище 18 °C.
- Af — клімат екваторіальних лісів. Середня кількість опадів кожного місяця більше 60 мм.
- Am — мусонний клімат. Середня кількість опадів за найсухіший місяць менше 60 мм, але більше [100 — сер. к-ть. опадів за рік / 25].
- Aw — клімат саван із сухою зимою. Середня кількість опадів за найсухіший місяць менше 60 мм та менше [100 — сер. к-ть. опадів за рік / 25].
- As — клімат саван із сухою літом. Середня кількість опадів за найсухіший місяць менше 60 мм та менше [100 — сер. к-ть. опадів за рік / 25].

Головним чином займає території на рівні екватору (Малайський архіпелаг, північ Південної Америки, Центральна Африка). Також вологий тропічний клімат розташований в Центральній Америці, Індостані та Індокитаї. Невеликі території займає на півночі Австралії та Мадагаскарі.
Найбільші міста (Af): Салвадор (Бразилія), Кібдо (Колумбія), Кампала (Уганда), Давао (Філіппіни), Куала-Лумпур (Малайзія), Сингапур, Медан (Індонезія).
(Am): Маямі (США), Ресіфі (Бразилія), Конакрі (Гвінея), Дуала (Камерун), Занзібар (Танзанія), Читтагонг (Бангладеш), Янгон (М'янма), Джакарта (Індонезія), Кернс (Австралія).
(Aw): Панама (Панама), Гавана (Куба), Гуаякіль (Еквадор), Лагос (Нігерія), Дар-ес-Салам (Танзанія), Кіншаса (ДР Конго), Мумбаї (Індія), Хошимін (В'єтнам), Дарвін (Австралія).
(As): Барранкілья (Колумбія), Момбаса (Кенія), Ченнаї (Індія).

## Зона B: сухий клімат
Зона Б характеризується незначною кількістю опадів або повною відсутністю опадів.
Для визначення типу клімату використовується наступна формула:
1. Середньорічна температура (у градусах Цельсія) множиться на 20.
2. До отриманого значення додається:
  1. 280, якщо більше 70 % опадів протягом року випадає в теплий період (квітень — вересень, у північній півкулі, жовтень — березень — у південній);
  2. 140, якщо в цей період випадає кількість опадів від 30 % до 70 %;
  3. 0, якщо менше 30 %.
3. Якщо щорічна кількість опадів менше половини отриманого значення, клімат класифікується як BW (пустельний)
4. Якщо щорічна кількість опадів перевищує половину отриманого значення, то клімат класифікується як BS (напівпустельний)
5. Третя літера характеризує температуру. Якщо середня температура за рік перевищує 18 °C, використовується літера h. Якщо менше 18 °C, використовується літера k.

- BWh — жаркий аридний клімат
- BWk — холодний аридний клімат
- BSh — жаркий семіаридний клімат
- BSk — холодний семіаридний клімат.

Жаркі типи клімату переважно розташований в Сахарі, Західній Азії та внутрішніх територіях Австралії. Також займає території на півдні Африки (Наміб, Калахарі), Сомалі, в Мексиці (Чіуауа) та США (Сонора).
Холодні типи поширений в Середній Азії, Китаї (Гобі), Південнії Америці (Атакама та Патагонська пустеля) та Центральних штатах США.
Найбільші міста (BWh): Лас-Вегас (США), Ліма (Перу), Каїр (Єгипет), Хартум (Судан), Багдад (Ірак), Карачі (Пакистан), Доха (Катар), Дубай (ОАЕ), Маскат (Оман).
(BWk): Ашхабад (Туркменістан), Аральськ (Казахстан), Дамаск (Сирія), Лех (Індія).
(BSh): Одеса (США), Триполі (Лівія), Дакар (Сенегал), Луанда (Ангола), Амман (Йорданія), Нікосія (Кіпр).
(BSk): Денвер (США), Асмера (Еритрея), Сарагоса (Іспанія), Астрахань (Росія), Сана (Ємен), Улан-Батор (Монголія), Єреван (Вірменія), Баку (Азербайджан).

## Зона С: помірний клімат
Середня температура найхолоднішого місяця вище 0 °C і нижче 18 °C. Принаймні один місяць має середню температуру вище 10 °C.
Друга літера описує співвідношення опадів у холодний та теплий періоди:
- w (суха зима) — кількість опадів найсухішого зимового місяця становить 1/10 від кількості опадів найвологішого літнього місяця.
- s (сухе літо) — найсухіша кількість найсухішого літнього місяця становить 1/3 найвологішого зимового місяця.
- f (без посушливого сезону) — жодна з наведених вище умов не виконується.

Третя літера характеризує температуру:
- a (спекотне літо) — середня температура найспекотнішого місяця вище 22 °C.
- b (тепле літо) — середня температура найспекотнішого місяця нижче 22° С, середня температура принаймні 4 місяців на рік вище 10° С.
- c (прохолодне літо) — середня температура менше 4 місяців за рік вище 10 °C.

Cwa, Cfa — субтропічний морський клімат.
Cwb, Cfb — помірний морський клімат.
Cwc, Cfc — субарктичний морський клімат.
Csa, Csb, Csc — середземноморський клімат.
Субтропічний клімат займає великі території півдня Африки і південно-східні території Китаю, США та Південної Америки.
Морський клімат розташований в Західній Європі, Новій Зеландії, південній Африці та на південно-східному узбережжі Австралії.
Середземноморський клімат поширений в Південній Європі, Австралії та на західному узбережжі США.
Найбільші міста (Cwa): Кордова (Аргентина), Лусака (Замбія), Преторія (ПАР), Ісламабад (Пакистан), Делі (Індія), Гонконг (Китай), Ханой (В'єтнам), Катманду (Непал).
(Cwb): Мехіко (Мексика), Ла-Пас (Болівія), Найробі (Кенія), Аруша (Танзанія), Аддис-Абеба (Ефіопія), Хараре (Зімбабве), Йоганнесбург (ПАР), Тхімпху (Бутан).
(Cwc): Пуно (Перу), Ель-Альто (Болівія).
(Cfa): Нью-Йорк (США), Буенос-Айрес (Аргентина), Монтевідео (Уругвай), Асунсьйон (Парагвай), Сан-Паулу (Бразилія), Дурбан (ПАР), Ліон (Франція), Мілан (Італія), Краснодар (Росія), Шанхай (Китай), Тбілісі (Грузія), Токіо, Осака (Японія), Сідней (Австралія).
(Cfb): Ванкувер (Канада), Кіто (Еквадор), Богота (Колумбія), Порт-Елізабет (ПАР), Париж (Франція), Відень (Австрія), Берлін (Німеччина), Копенгаген (Данія), Лондон (Велика Британія), Дублін (Ірландія), Брюссель (Бельгія), Амстердам (Нідерланди), Окленд (Нова Зеландія), Мельбурн (Австралія).
(Cfc): Уналашка (США), Ріо-Гранде (Аргентина), Рейк'явік (Ісландія), Торсгавн (Фарерські о-ви, Данія).
(Csa): Лос-Анджелес (США), Касабланка (Марокко), Алжир (Алжир), Лісабон (Португалія), Мадрид (Іспанія), Рим (Італія), Марсель (Франція), Афіни (Греція), Ізмір (Туреччина), Бейрут (Ліван), Ташкент (Узбекистан), Перт (Австралія).
(Csb): Сан-Франциско (США), Вікторія (Канада), Сантьяго (Чилі), Кейптаун (ПАР), Порту (Португалія), Саламанка (Іспанія).
(Csc): Гарстад (Норвегія), Акурейрі (Ісландія).

## Зона D
Середня температура найхолоднішого місяця нижче 0 °C. Принаймні один місяць має середню температуру вище 10° С.
Друга літера описує співвідношення опадів у холодний та теплий періоди:
- w (суха зима) — кількість опадів найсухішого зимового місяця становить 1/10 від кількості опадів найвологішого літнього місяця.
- s (сухе літо) — найсухіша кількість найсухішого літнього місяця становить 1/3 найвологішого зимового місяця.
- f (без посушливого сезону) — жодна з наведених вище умов не виконується.

Третя літера характеризує температуру:
- a (спекотне літо) — середня температура найспекотнішого місяця вище 22 °C.
- b (тепле літо) — середня температура найспекотнішого місяця нижче 22° С, середня температура принаймні 4 місяців на рік вище 10° С.
- c (прохолодне літо) — середня температура менше 4 місяців за рік вище 10 °C.
- d (холодне літо) — середня температура найхолоднішого місяця нижче -38 °C.

Dwa, Dwb, Dfa, Dfb, Dsa, Dsb — помірний континентальний клімат.
Dwc, Dwd, Dfc, Dfd, Dsc, Dsd — субарктичний континентальний клімат.
Помірний континентальний клімат поширений в Центральній та Східній Європі і південному сході США. Субарктичний континентальний — в Канаді, Росії та Північній Європі.
Найбільші міста (Dwa): Пекін (Китай), Сеул (Республіка Корея), Пхеньян (КНДР).
(Dwb): Калгарі (Канада), Іркутськ (Росія).
(Dwc): Чита (Росія), Ерденет (Монголія).
(Dwd): Усть-Нера (Росія).
(Dfa): Торонто (Канада), Чикаго (США), Бухарест (Румунія), Дніпро (Україна), Волгоград (Росія), Алмати (Казахстан), Саппоро (Японія).
(Dfb): Квебек (Канада), Портленд (США), Будапешт (Угорщина), Братислава (Словаччина), Прага (Чехія), Осло (Норвегія), Стокгольм (Швеція), Гельсінкі (Фінляндія), Таллінн (Естонія), Рига (Латвія), Вільнюс (Литва), Мінськ (Білорусь), Київ (Україна), Москва (Росія), Караганда (Казахстан).
(Dfc): Тампере (Фінляндія), Тромсе (Норвегія), Архангельськ (Росія).
(Dfd): Якутськ (Росія).
(Dsa): Бойсе (США), Бішкек (Киргизстан), Муш (Туреччина).
(Dsb): Флегстафф (США), Сівас (Туреччина).
(Dsc): Анкорідж (США), Нюрба (Росія).
(Dsd): Жиганськ (Росія).

## Зона Е: арктичний клімат
Середня температура найтеплішого місяця нижче 10° С.
Ця група складається лише з двох типів клімату:
- ET — клімат тундри, середня температура принаймні одного місяця вище 0 °C і нижче 10 °C.
- EF — клімат постійного морозу, середня температура кожного місяця нижче 0 °C.

Клімат тундри займає території Ісландії, північного узбережжя Азії (Росії), західного узбережжя Гренландії, Канадського Арктичного Архіпелагу, та вершин багатьох гірських систем. Клімат постійного морозу поширений лише на вершинах найвищих гір (Гімалаї, Анди, Альпи і т. ін.) і внутрішніх територіях Гренландії та Антарктиди.
Найбільші міста (ET): Нуук (Гренландія, Данія), Порт-Стенлі (Фолклендські о-ви, ВБ).
(EF): відсутні. Лише станції в Антарктиді знаходяться в зоні клімату постійного морозу. Серед них — станція «Восток» — місце, де було зафіксовану найнижчу температуру на Землі (-89.2°С). Тут температура ніколи не піднімалася вище -14° С.